# الغريب (أحور)

تعديل مصدري - تعديل

الغريب هي إحدى قرى عزلة أحور بمديرية أحور التابعة لمحافظة أبين، بلغ تعداد سكانها 150 نسمة حسب تعداد اليمن لعام 2004.